# Alton Ford
Alton Ford, Jr. (Houston, Texas; 29 de mayo de 1981-2 de abril de 2018) fue un baloncestista estadounidense. Jugó en la NBA, en la liga china y en diversas ligas europeas. Con 2,06 metros de altura, lo hacía en la posición de ala-pívot.
Ford nació en Houston, Texas y asistió a Houston ISD Milby High School.
Jugó con Phoenix Suns de 2001 a 2003 y luego con Houston Rockets en la temporada 2003-04 de la NBA, jugó en el extranjero desde 2004-2008.

## Trayectoria deportiva

### Universidad
Tras haber disputado en su época de high school el prestigioso McDonald's All American en el año 2000, jugó una única temporada con los Cougars de la Universidad de Houston, en la que promedió 10,8 puntos y 5,9 rebotes por partido. Fue el séptimo mejor novato de los Cougars de todos los tiempos en anotación y el quinto en rebotes. Fue incluido en el mejor quinteto freshman de la Conference USA.

### Profesional
Fue elegido en la quincuagésima posición del Draft de la NBA de 2001 por Phoenix Suns, con los que firmó contrato por un año, con opción a otro. En su primera temporada apenas contó para Scott Skiles, su entrenador, promediando 3,1 puntos y 2,0 rebotes, jugando su mejor partido ante Detroit Pistons, consiguiendo 14 puntos y 3 tapones.
Tras pasar la temporada siguiente prácticamente en blanco, a comienzos de la temporada 2003-04 ficha por Orlando Magic, pero es despedido a los pocos días, encontrando un hueco en los Houston Rockets. Pero su participación en el equipo tejano se limitaría a 9 partidos, en los que promedió 1,7 puntos.
Pasó entonces por el ASVEL Lyon-Villeurbanne de la liga francesa, y al año siguiente cambiaría de continente, yéndose a jugar a los Fujian Xunxing de la liga china. Tras pasar sendas temporadas en Polonia y en Serbia, regresa a su país en 2008, fichando por el equipo de la NBA D-League de Rio Grande Valley Vipers, donde en 21 partidos promedia 9,9 puntos y 7,2 rebotes. Deja al equipo a mitad de temporada, para regresar a China, para jugar con los Xinjiang Flying Tigers, pero regresa al poco tiempo a la liga de desarrollo, firmando por Reno Bighorns hasta el final de la temporada.
Tras unos meses sin equipo, en enero de 2010 ficha por el JL Bourg-en-Bresse de la segunda dividión de la liga francesa.
Falleció el 2 de abril de 2018 tras padecer cáncer.

## Estadísticas de su carrera en la NBA

### Temporada regular
| Temporada | Edad | Equipo          | Liga | P  | TIT | MIN | TC  | TCA | %TC  | 3P  | 3PA | %3P | TL  | TLA | %TL  | R.OF. | R.DEF. | REB | ASIS | ROB | TAP | PER | FP  | PTS |
| 2001-02   | 20   | Phoenix Suns    | NBA  | 53 | 0   | 8.5 | 1.2 | 2.2 | .517 | 0.0 | 0.0 |     | 0.8 | 1.1 | .737 | 0.6   | 1.4    | 2.0 | 0.1  | 0.1 | 0.1 | 0.6 | 1.9 | 3.1 |
| 2002-03   | 21   | Phoenix Suns    | NBA  | 11 | 0   | 2.8 | 0.3 | 0.8 | .333 | 0.0 | 0.0 |     | 0.1 | 0.3 | .333 | 0.0   | 0.5    | 0.5 | 0.1  | 0.0 | 0.0 | 0.2 | 0.6 | 0.6 |
| 2003-04   | 22   | Houston Rockets | NBA  | 9  | 0   | 4.6 | 0.7 | 1.2 | .545 | 0.0 | 0.0 |     | 0.3 | 0.7 | .500 | 0.3   | 0.9    | 1.2 | 0.3  | 0.0 | 0.1 | 0.3 | 1.0 | 1.7 |
| Total     |      |                 | NBA  | 73 | 0   | 7.2 | 1.0 | 1.9 | .507 | 0.0 | 0.0 |     | 0.6 | 0.9 | .697 | 0.5   | 1.2    | 1.7 | 0.2  | 0.1 | 0.1 | 0.5 | 1.6 | 2.5 |

## Vida personal y muerte
Ford y su esposa, Victoria, tuvieron tres hijos.
Ford murió de linfoma, una forma de cáncer de sangre, el 2 de abril de 2018 cuando tenía 36 años.